# Прокаччини, Карло Антонио
Карло Антонио Прокаччини (итал. Carlo Antonio Procaccini); 13 января 1571, Болонья — 1630, Милан) — итальянский живописец эпохи маньеризма и раннего барокко. Член большой семьи потомственных живописцев-маньеристов, сын и ученик Эрколе Прокаччини Старшего (1515—1595). Сын Карло Антонио — Эрколе Прокаччини Младший (1596—1676) также стал живописцем.

## Биография
Карло Антонио родился в Болонье в 1571 году в семье болонского живописца Эрколе Прокаччини Старшего (1515—1595) и братьев Джулио Чезаре и Камилло, также художников. Как и его братья, Камилло получил начальное художественное образование в мастерской отца в Болонье.
Карло Антонио писал в основном пейзажи и натюрморты, испытал влияние картин фламандских художников. Пользовался покровительством кардинала Федерико Борромео, расписывал храмы и виллы миланской аристократии.

## Галерея

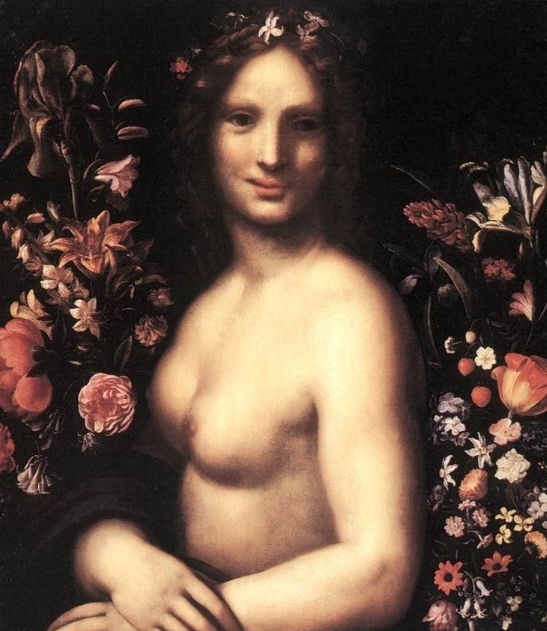
Флора (Nude Mona Lisa). Ок. 1600. Холст, масло. Академия Каррары, Бергамо
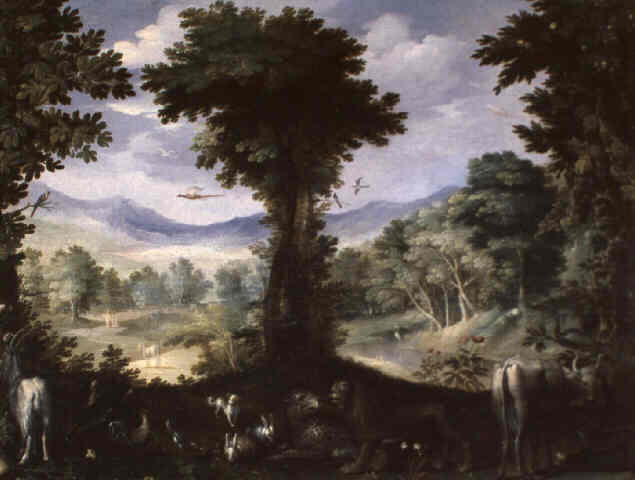
Эдем (Райский сад). Дерево, масло. Местонахождение неизвестно
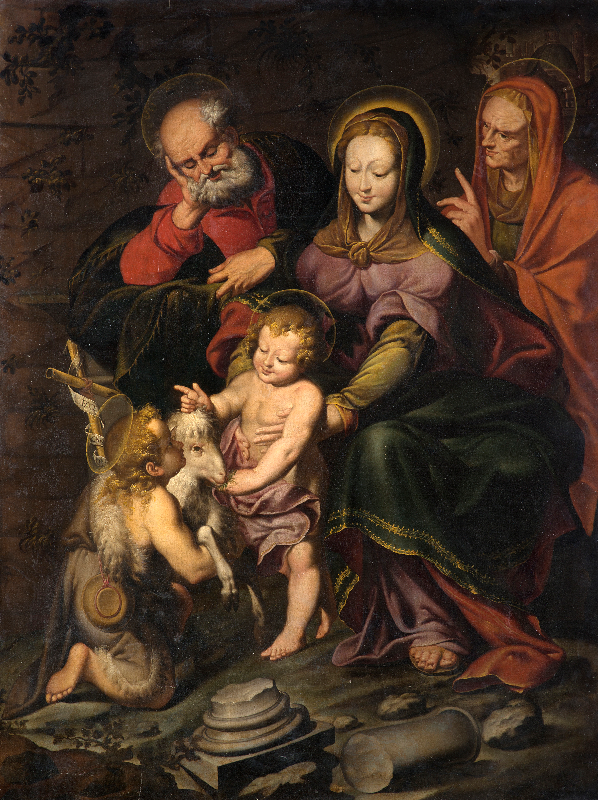
Святое семейство с младенцем Иоанном Крестителем. 1600. Холст, масло. Частное собрание